# Chloroperla kisi
Chloroperla kisi är en bäcksländeart som beskrevs av Peter Zwick 1967. Chloroperla kisi ingår i släktet Chloroperla och familjen blekbäcksländor. Inga underarter finns listade i Catalogue of Life.